# Согис-Сент-Этьен
Соги́с-Сент-Этье́н (фр. Sauguis-Saint-Étienne) — коммуна во Франции, находится в регионе Аквитания. Департамент — Атлантические Пиренеи. Входит в состав кантона Монтань-Баск. Округ коммуны — Олорон-Сент-Мари.
Код INSEE коммуны — 64509.

## География

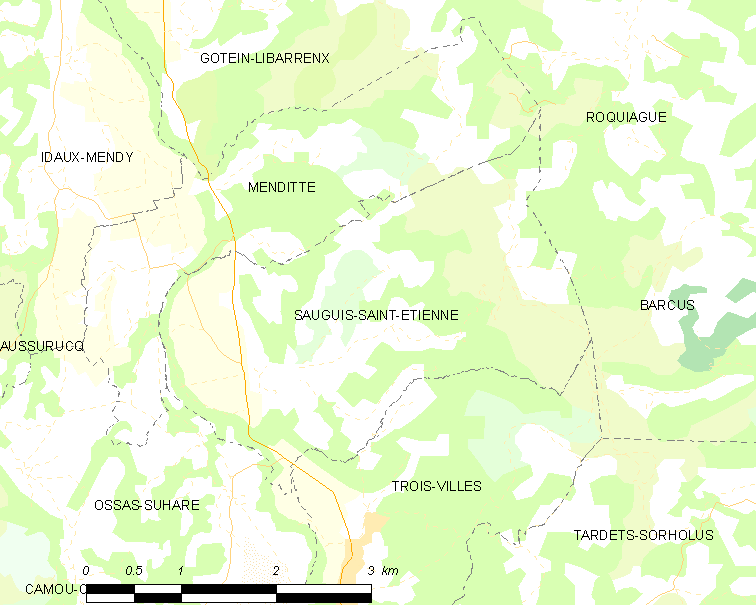
Карта коммуны

Коммуна расположена приблизительно в 690 км к югу от Парижа, в 190 км южнее Бордо, в 50 км к западу от По.
На западе коммуны протекает река Сезон.

### Климат
Климат тёплый океанический. Зима мягкая, средняя температура января — от +5°С до +13°С, температуры ниже −10 °C бывают редко. Снег выпадает около 15 дней в году с ноября по апрель. Максимальная температура летом порядка 20-30 °C, выше 35 °C бывает очень редко. Количество осадков высокое, порядка 1100 мм в год. Характерна безветренная погода, сильные ветры очень редки.

## Население
Население коммуны на 2010 год составляло 164 человека.
| 1962 | 1968 | 1975 | 1982 | 1990 | 1999 | 2010 |
| ---- | ---- | ---- | ---- | ---- | ---- | ---- |
| 262  | 236  | 204  | 190  | 200  | 201  | 164  |

## Администрация
| Период | Период | Фамилия           | Партия | Примечания |
| ------ | ------ | ----------------- | ------ | ---------- |
| 1995   | 2001   | Мари-Жозе Торнари |        |            |
| 2001   | 2020   | Пьер Арроссагаре  |        |            |

## Экономика
В 2010 году среди 99 человек трудоспособного возраста (15-64 лет) 77 были экономически активными, 22 — неактивными (показатель активности — 77,8 %, в 1999 году было 75,5 %). Из 77 активных жителей работали 77 человек (45 мужчин и 32 женщины), безработных не было. Среди 22 неактивных 7 человек были учениками или студентами, 9 — пенсионерами, 6 были неактивными по другим причинам.

## Фотогалерея

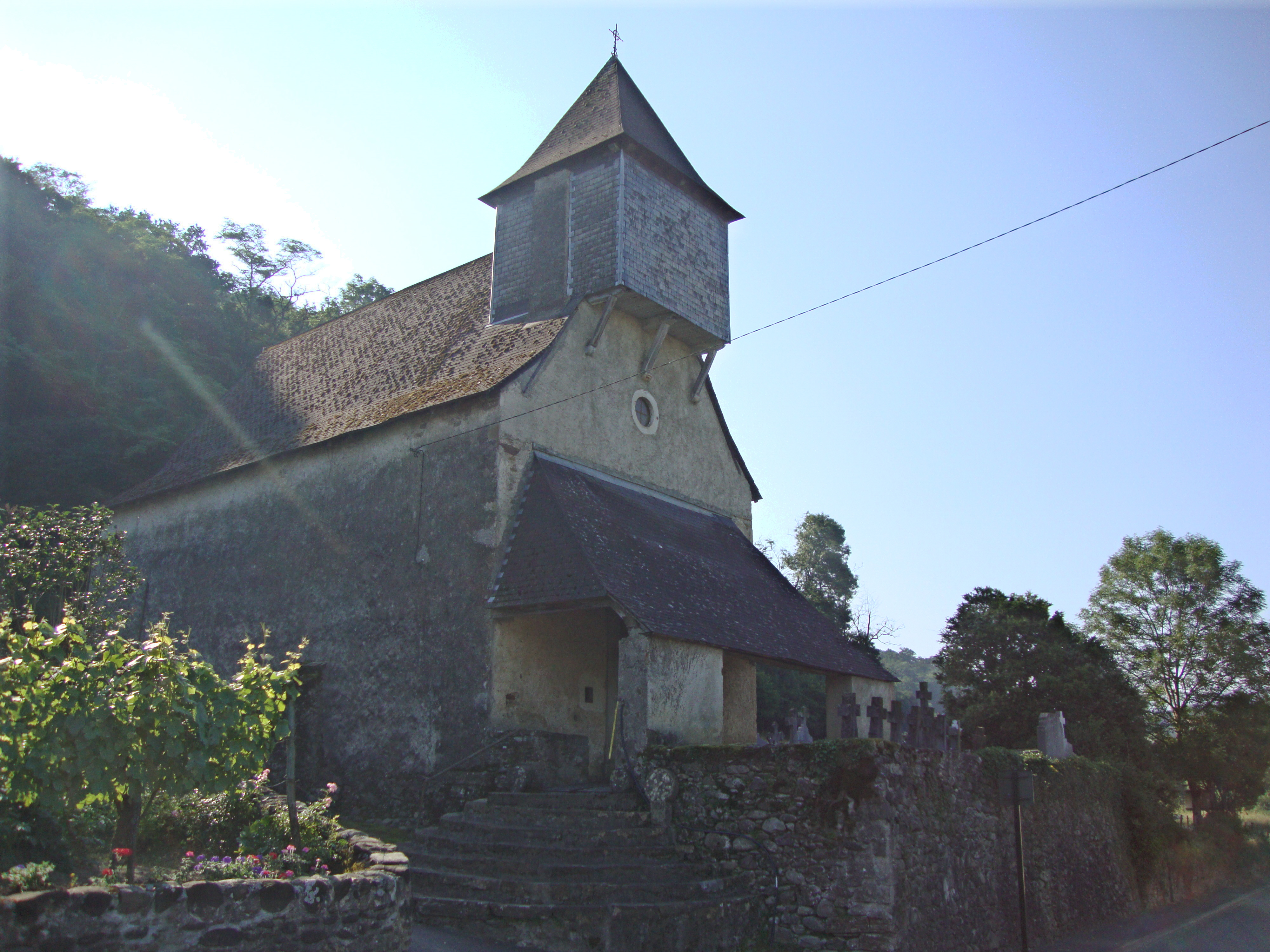
Церковь Св. Стефана
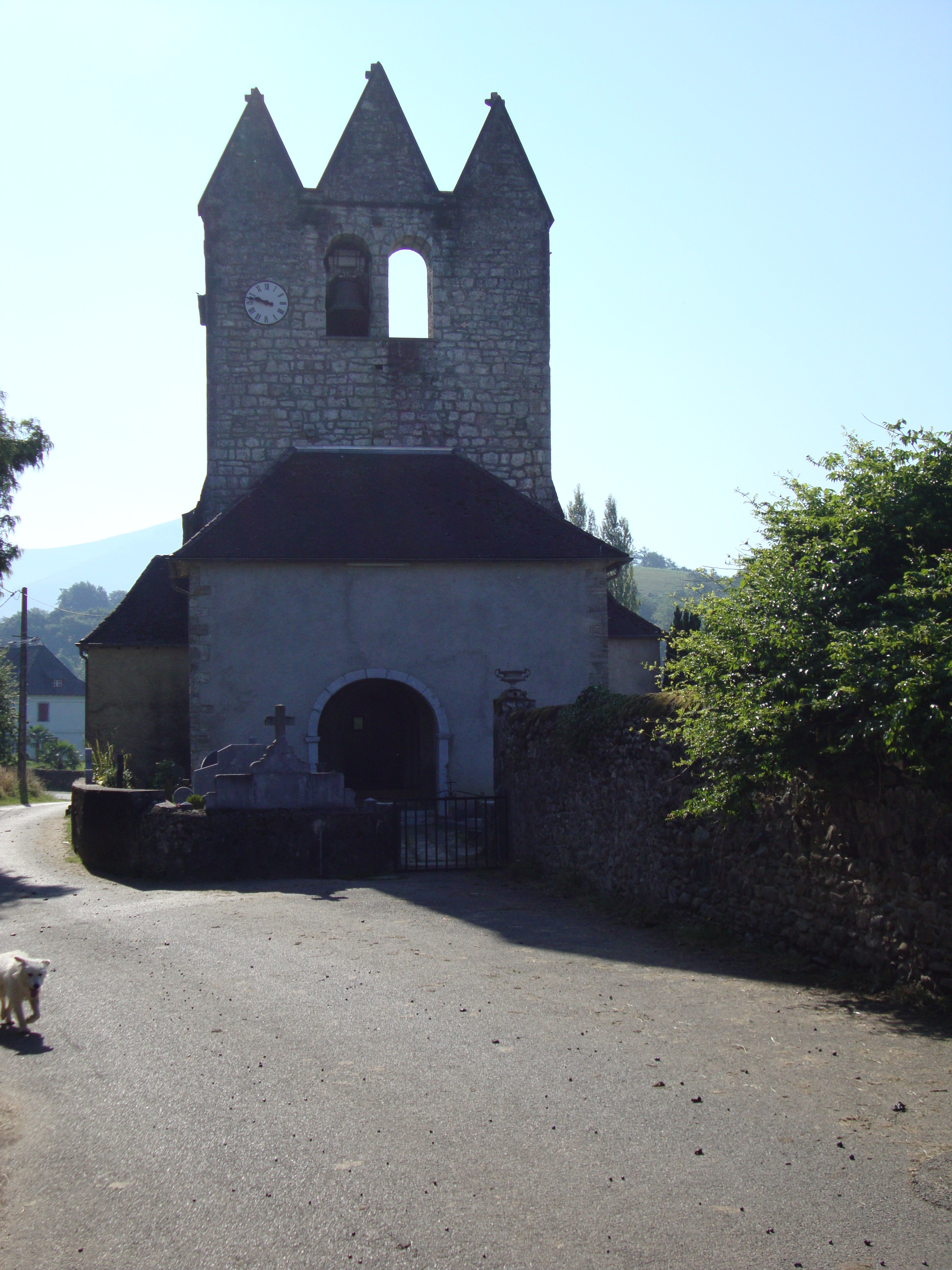
Тринитариатская церковь
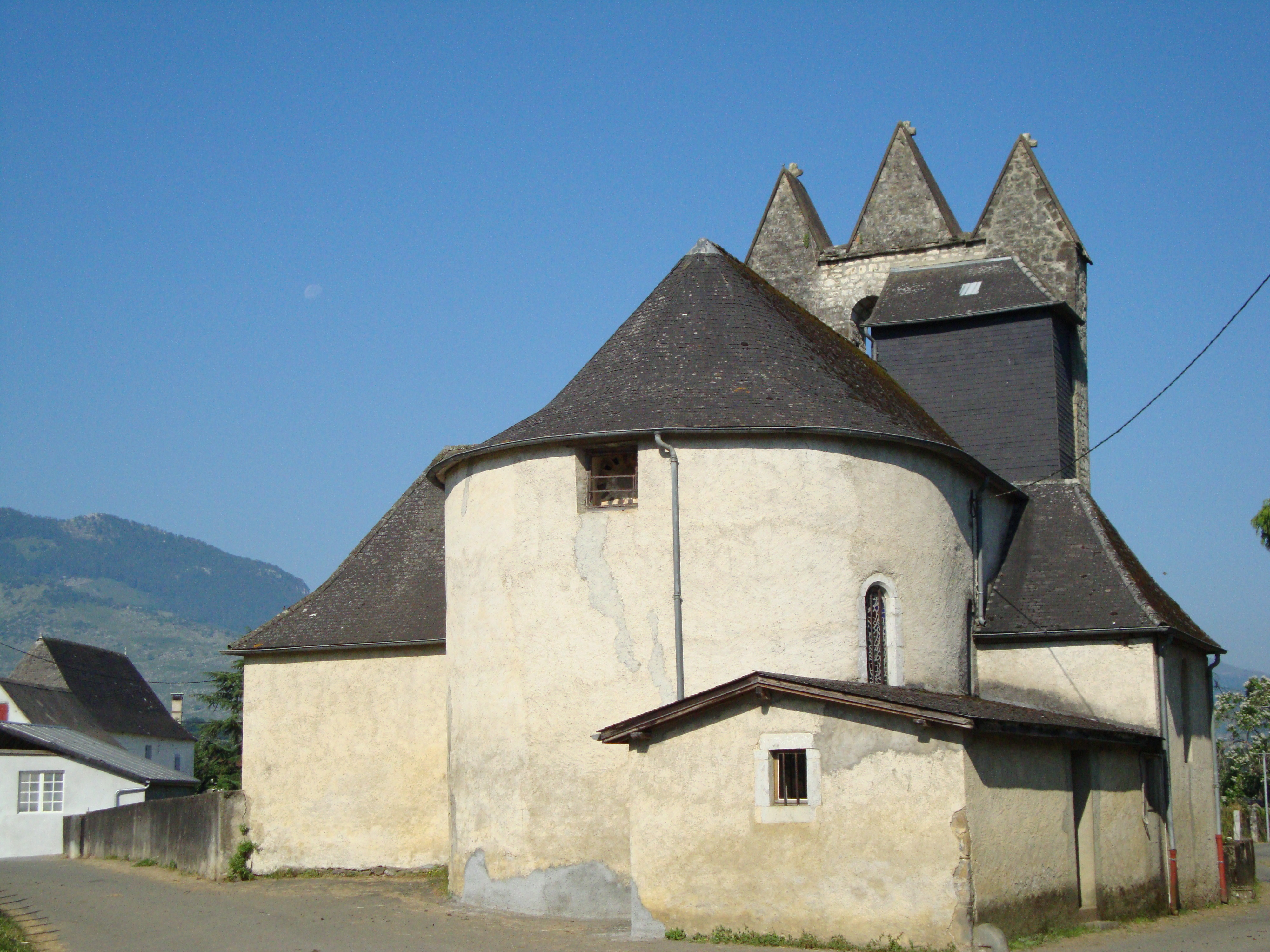
Тринитариатская церковь
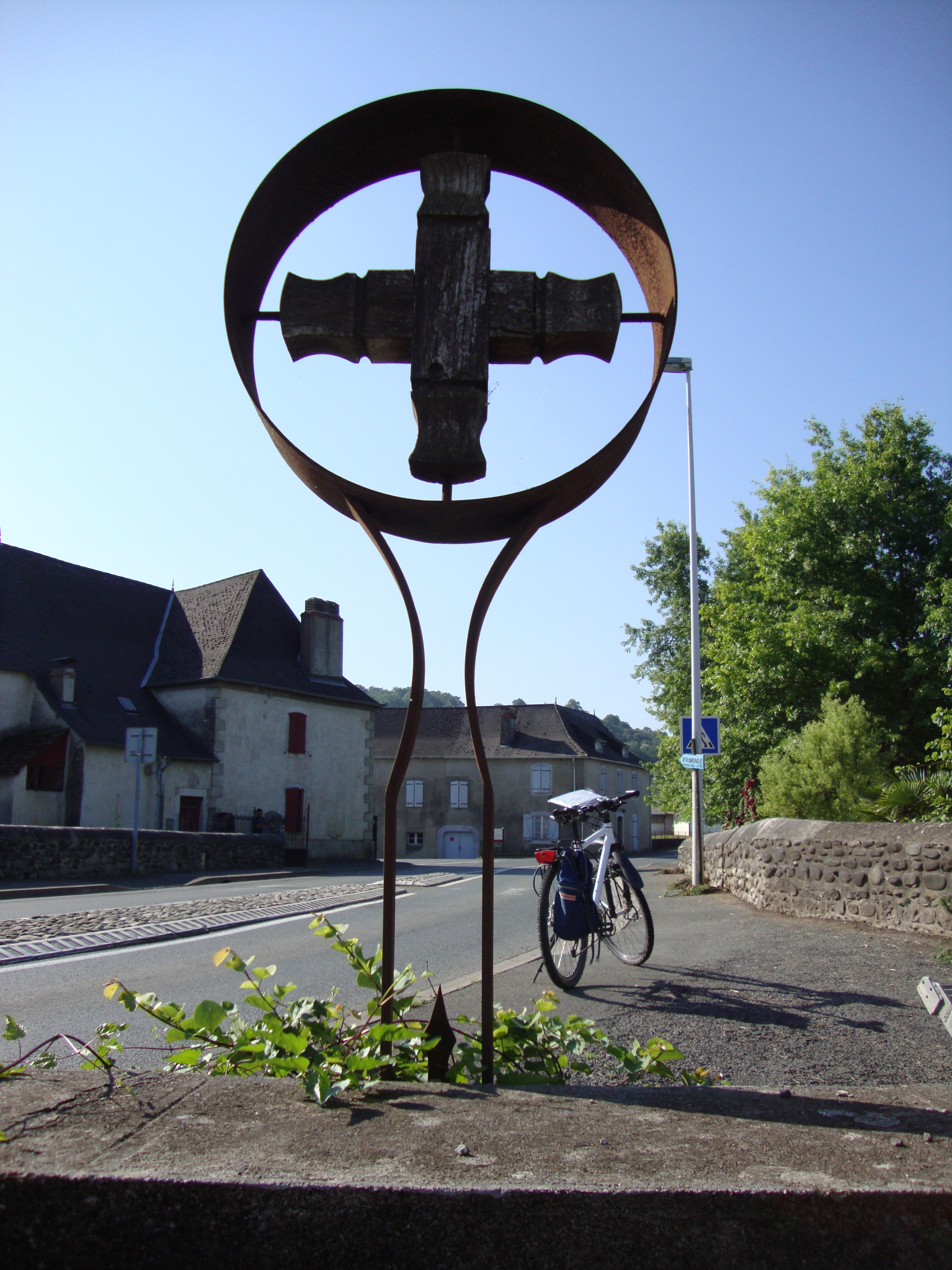
Придорожный крест в форме баскской стелы
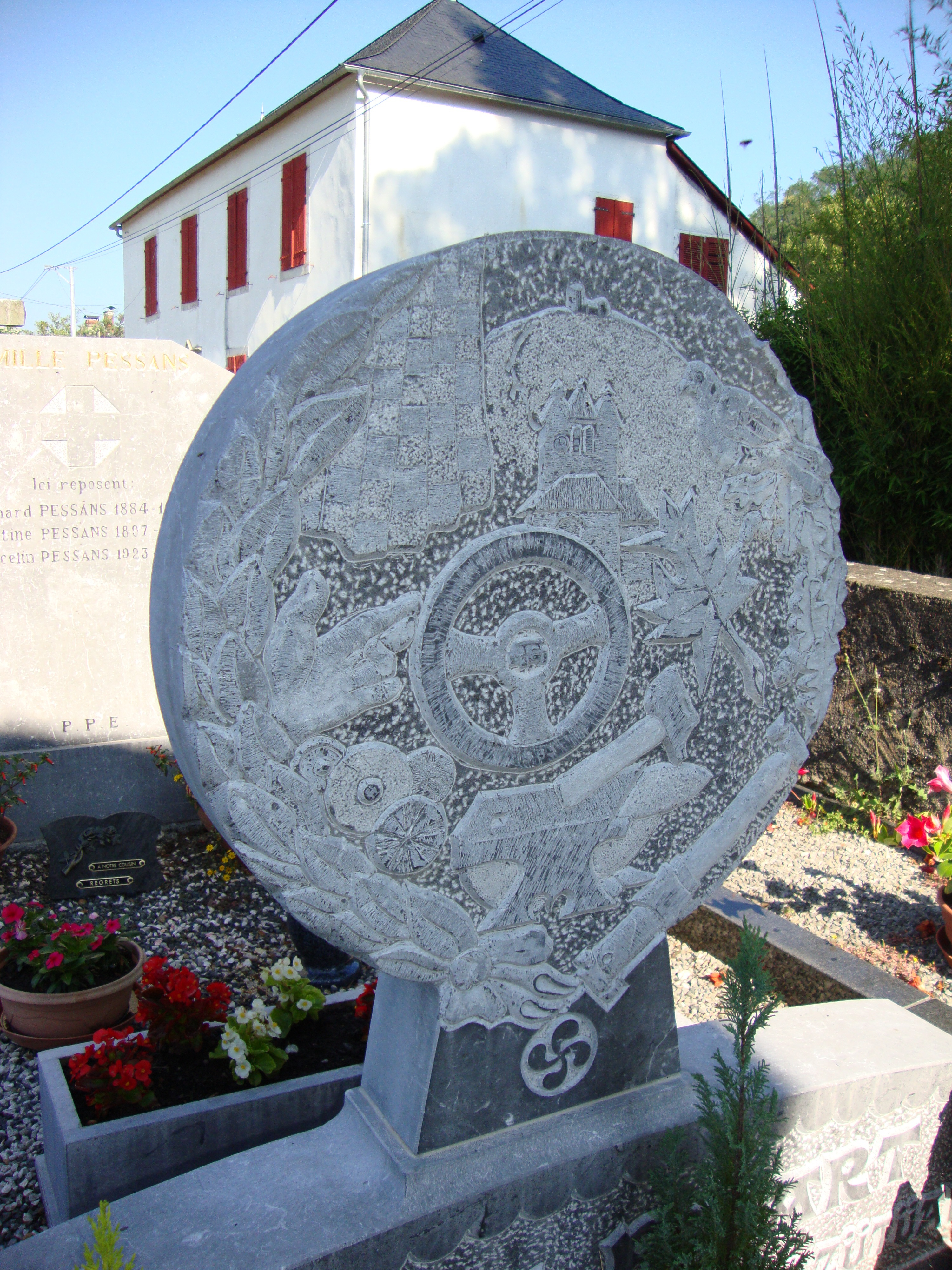
Баскская стела